# 國府 (日本)

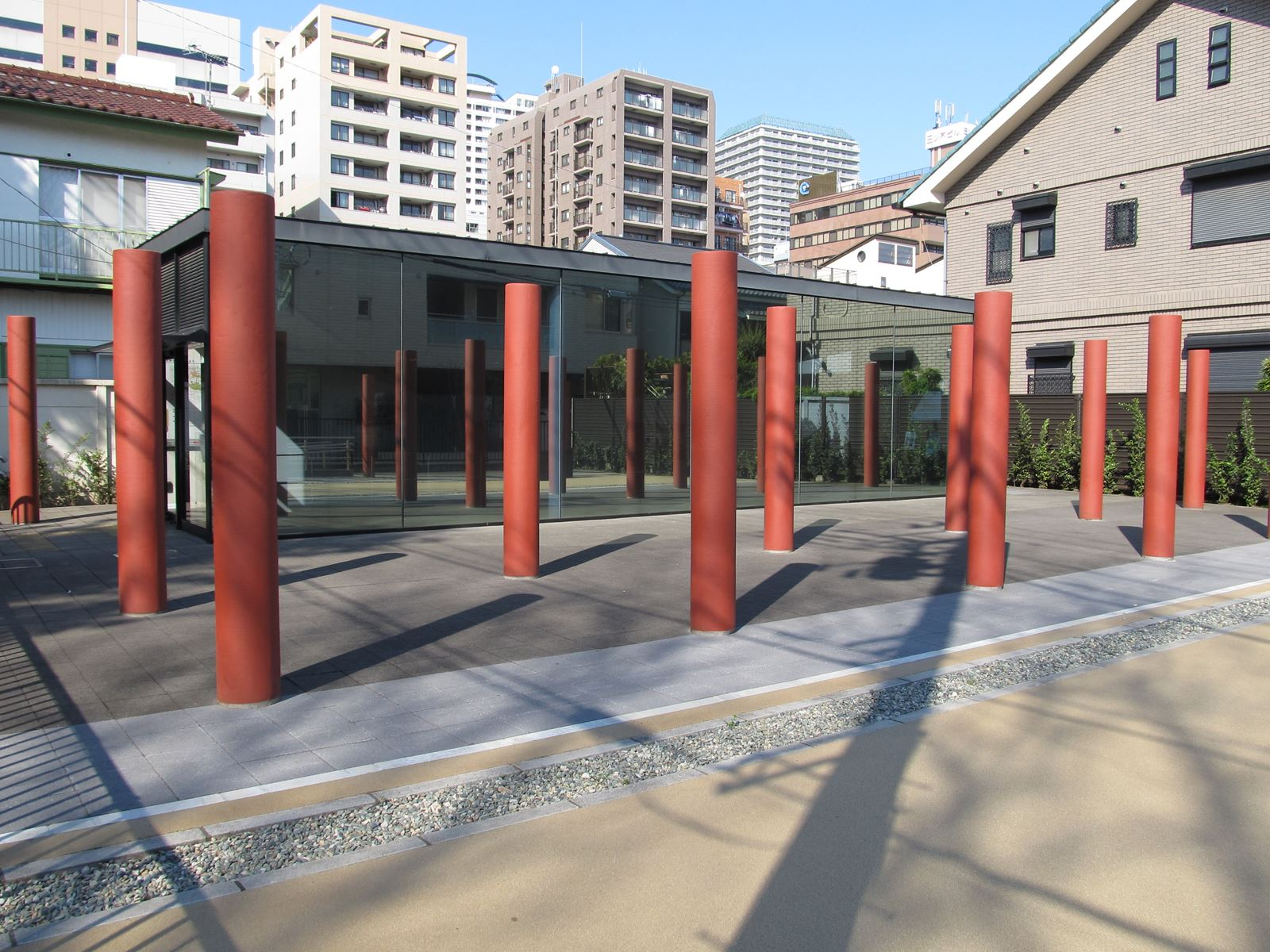
武藏国府遗址

國府是指日本自奈良至平安時代間，各令制國的國司為了政務執行的需要，而設置有相關設施（國廳）的城市。

## 記載史料
記載有各令制國國府所在地的史料，包括了下列辭典或百科書籍類的書籍：
- 《和名類聚抄》的20卷版本。
- 《色葉字類抄》，與其增補版的《伊呂波字類抄》10卷版本。
- 《拾芥抄》。
- 易林本的《節用集》。

## 與「國府」相關的地名
在日本全國一直到今日，還有許多古代的國府所在地都仍殘留著相關的地名。這些地名包括發音與用字一直維持原貌的「國府」（發音為「／Kō」或「／Kofu」，一般認為是直接源於古代的地名）；在中世到近世才興起的「府中」；與近代才逐漸啟用、寫法同為「國府」但發音為（Kokufu）的用法。

### 國府
與「國府」相關且發音為「／Kō」或「／Kofu」的地名包括有：
- 國府（伊勢國）：位在今三重縣鈴鹿市境內。
- 國府（志摩國）：位在今三重縣志摩市境內。
- 國府（河內國）：位在今大阪府藤井寺市境內。
- 國府（伯耆國）：位在今鳥取縣倉吉市境內。
  - 國府川
- 國府（三河國）：位在今愛知縣豐川市國府町。
  - 國府車站（国府駅）
- 國府津（相模國）：位在今神奈川縣小田原市境內。
- 國府台（遠江國）：位在今靜岡縣磐田市境內。
- 國府台（下總國）：位在今千葉縣市川市境內。
- 國府宮（尾張國）：位在今愛知縣稻澤市境內（國府宮町）。
- 國府川（佐渡國）：位在今新潟縣佐渡市真野町境內。
- 古國府（豐後國）：位在今大分縣大分市境內。
- 上府町、下府町（石見國）：位在今島根縣濱田市境內。
- 古府（發音為「／Kofu」，越中國）：位在今富山縣高岡市伏木。

### 府中
- 利府（陸奧國）：「陸奧府中」的同義語。位在今宮城縣利府町。
- 甲府（甲斐國）：「甲斐府中」的簡稱。
- 駿府（駿河國）：「駿河府中」的簡稱，是靜岡市的舊名。
- 防府（周防國）：「周防府中」的簡稱。
- 長府（長門國）：「長門府中」的簡稱。
- 常府（常陸國）：「常陸府中」的簡稱。位於今下關市郊外。
- 信府（信濃國）：「信濃府中」的簡稱，是松本市的舊名。
- 府中（美濃國）：位在今岐阜縣不破郡垂井町境內。
- 府中市（武藏國）：今東京都多摩地區的一部份。
- 府中市（備後國）：位在今廣島縣東部。
- 府中町（安藝國）：位在今廣島縣安藝郡。
- 府中町（和泉國）：位在今大阪府和泉市境內。
- 府中（越前國）：位在今福井縣越前市境內。
- 府中（丹後國）：位在今京都府宮津市境內。
  - 府中車站（府中駅）
- 府中町（讚岐國）：位在今香川縣坂出市境內。
  - 讚岐府中車站（讃岐府中駅）
- 國分府中町（大隅國）：位在今鹿兒島縣霧島市境內。

### 國府
與「國府」相關但發音為（Kokufu）的地名包括有：
- 國府（甲斐國）：位於今山梨縣笛吹市春日居町境內。
- 國府（越後國）：位於今新潟縣上越市境內。
- 國府町地區（飛驒國）：位於今岐阜縣高山市（舊吉城郡國府町）境內。
- 國府地區（相模國）：位於今神奈川縣中郡大磯町境內。
- 國府町（信濃國）：位於今長野縣松本市境內。
- 國府車站（国府駅，命名源自但馬國國分寺）：位於今兵庫縣豐岡市境內。
- 國府町地區（因幡國）：位於今鳥取縣鳥取市（舊岩美郡國府町）境內。
- 國府町地區（石見國）：位於今島根縣濱田市（舊那賀郡國府町）境內。
- 國府町府中（阿波國）：位於今德島縣德島市（舊名東郡國府町府中）境內。
  - 府中車站（府中駅）
- 國府地區（加賀國）：位於今石川縣小松市（舊能美郡國府村）境內。
- 國府、北府（越前國）：位於今福井縣越前市境內。
- 國府（肥後國託麻府）：位於今熊本縣熊本市境內。
  - 國府車站（国府駅）

### 國衙
- 國衙（周防國）：位於今山口縣防府市境內。
- 國衙（淡路國）：位於今兵庫縣南淡路市（南あわじ市）境內。

### 府內
- 府內（豐後國）：大分縣大分市的舊稱。